# 科米索
科米索（義大利語：Comiso）是意大利西西里大区拉古萨省的一个市镇。